# Бар (рабочий орган)

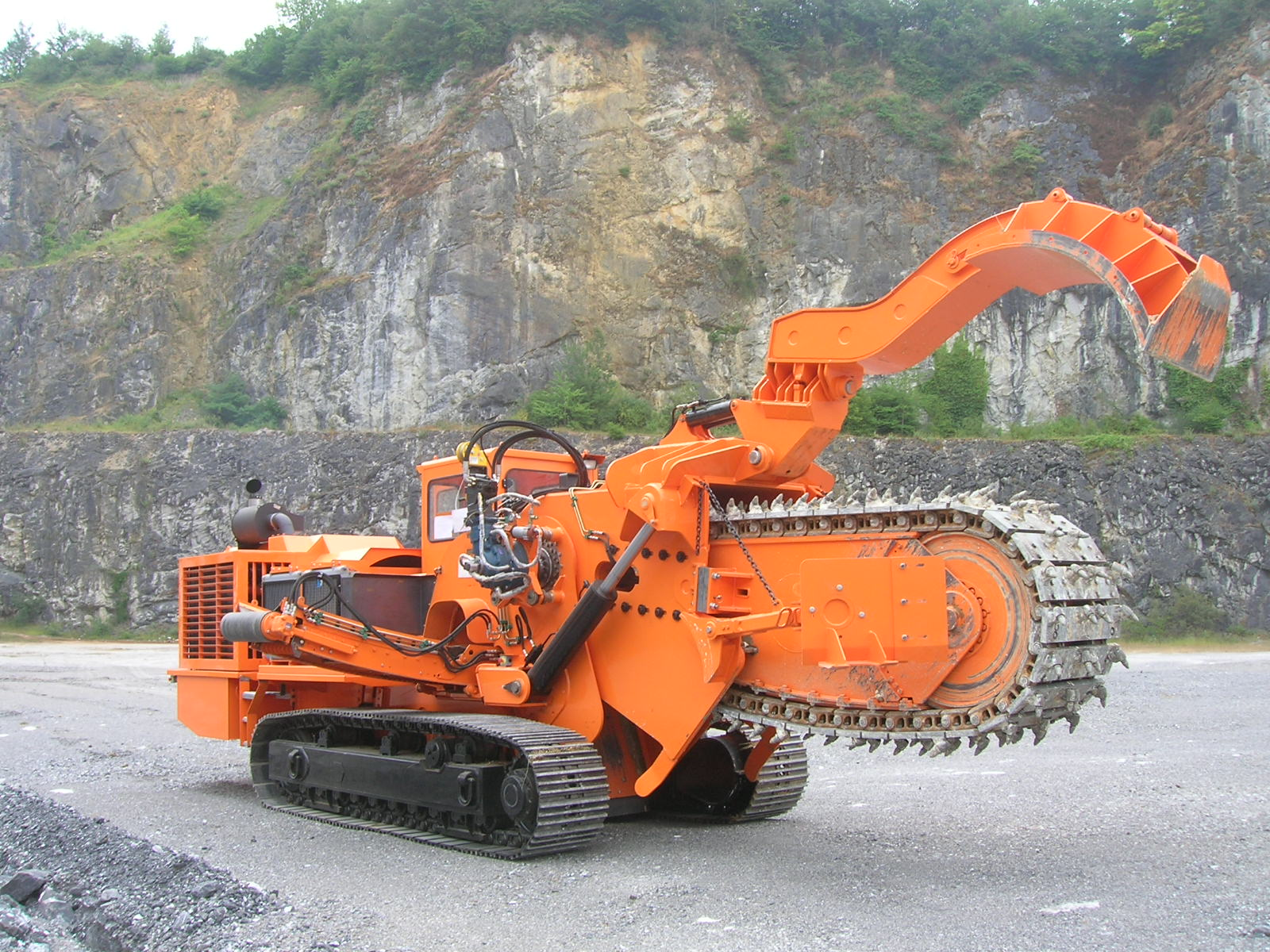
Траншейный экскаватор, оснащённый баровым рабочим органом

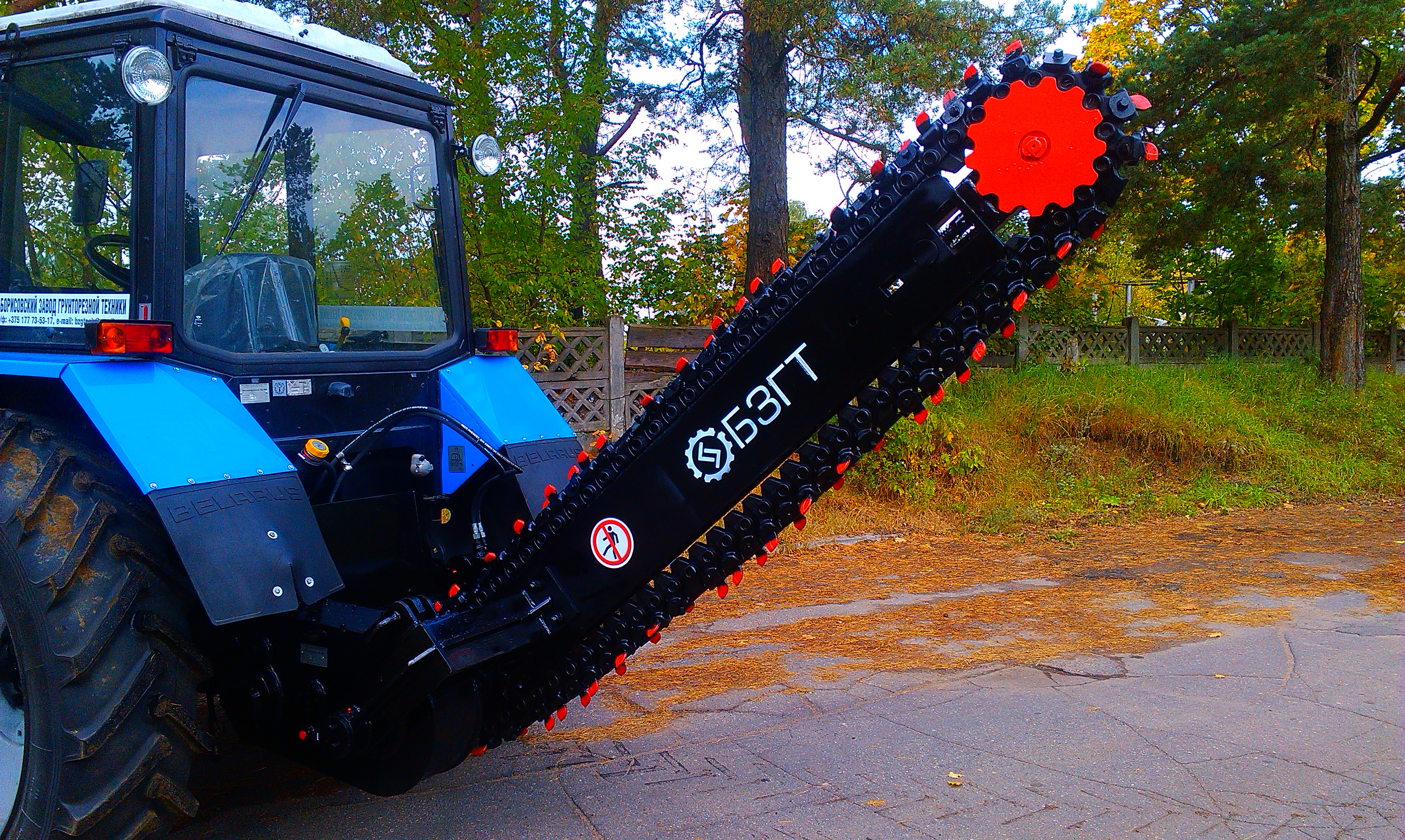
Навесной баровый рабочий орган на цепном траншейном экскаваторе ЭЦ-1800

Бар — рабочий орган некоторых машин (преимущественно используемых в горном деле и земляных работах), состоящий из направляющей рамы и движущейся в ней режущей цепи, содержащей кулаки с веерообразными гнёздами для резцов или погрузочных лопастей. В зависимости от числа соединяющих кулаки планок различаются одно- или двухпланочные режущие цепи. Существуют также цепи без планок, с шарнирным соединением кулаков; такие цепи называются беспланочными. Баровые рабочие органы первоначально применялись преимущественно в горно-шахтном деле на врубовых машинах, но затем они нашли применение при строительстве железных дорог, а позже стали широко использоваться в строительстве и коммунальном хозяйстве, в частности, на траншейных экскаваторах, машинах для разрыхления грунта и др.

## Использование
В горном деле машины с баровым рабочим органом используются на врубовых, врубово-навалочных, навалочных, на горных комбайнах. С их помощью создаются врубы (зарубные щели) и производятся другие работы.
Баровые машины, применяемые при земляных работах, используются для прорезания в грунте траншей или щелей. Рабочий орган баровой машины размещается в вертикальной плоскости, при этом машина перемещается в горизонтальной плоскости. Баровые рабочие органы часто монтируются на трактор или другое самоходное шасси. Основными задачами баровых машин является создание траншей (при прокладке кабелей, трубопроводов, организации дренажа), а также рыхление прочного или мёрзлого грунта в процессе его разработки. Машины, оснащённые баровым рабочим органом, отличаются высокой производительностью, простотой конструкции и удобством в эксплуатации.